# 克蘭伯里艾爾斯 (緬因州)
克蘭伯里艾爾斯（英語：Cranberry Isles）是一個位於美國緬因州漢考克縣的市鎮。

## 人口
根據2020年美國人口普查的數據，克蘭伯里艾爾斯的面積為118.03平方千米，當中陸地面積為8.21平方千米，而水域面積為109.82平方千米。當地共有人口160人，而人口密度為每平方千米1人。